# Winkler Nóra
Winkler Nóra (Budapest, 1972. november 10. –) rádiós és televíziós műsorvezető, művészeti újságíró, árverésvezető.

## Munkái
Évekig vezette az Octogon magazint kiadó vállalat gazdasági részét, később reggelente a Danubius Rádió, Danubius Cappuccino Tripla című műsorát, majd azt M1 kulturális híradóját, a Közelit. egy rövid ideig a Sziget TV műsorvezetője is volt. 2004 nyarán Kovács Gábor megkeresésére elindítottak egy napi műsort, KogartCafé címmel a RadioCafén, ahol a magyar kulturális élet szereplői voltak a beszélgetőtársai. Ezzel egy időben a Luxor-show műsorvezetője lett. 2005-től hat éven át vezette a Kultúrház című műsort, majd annak befejezése után a Szélesvászon című filmes magazinműsor vezetője lett.
2000 óta Magyarország vezető aukciósháza, a Kieselbach Galéria árverésvezetője. Rendszeres közreműködő több jótékonysági szervezet adománygyűjtő árverésén, elsősorban a Bátor Tábor Alapítvánnyal szoros a kapcsolata, de dolgozik a Civil Licit, a Down Alapítvány, a Nemzetközi Gyerekmentő Szolgálat javára is. A Design Terminál karácsonyi aukciói mellett több kisebb művészeti aukciót is szervez és vezet.
2005-ben társaival alapította az Artmagazin művészeti lapot, művészeti tárgyú írásai az IPM, a Figyelő, a Marie Claire, az Elle, a Könyves Magazin oldalain jelennek meg.
2012 óta Magyarország legrangosabb magánalapítású irodalmi díjának, az Aegon Művészeti Díjnak kommunikációs, pr- és stratégiai tanácsadója, partnere, estjeinek háziasszonya.
Múzeumi programokra, tárlatvezetésekre rendszeresen kéri fel a Szépművészeti, a Nemzeti Galéria, a Petőfi Irodalmi Múzeum, a Műcsarnok, a győri Rómer Flóris Múzeum, a debreceni MODEM, illetve magánalapítású kereskedelmi galériák és művészeti vásárok.
Kulturális estek, pódiumbeszélgetések, kerekasztalok moderátora irodalom, színház, tánc, képzőművészet területein, illetve olyan előadásokat tart, ahol egyes témák – például pénz, építészet, könyv, telekommunikáció – művészetben való szerepét, művekben való megjelenését mutatja be.
2015 májusa óta a Libri csoporttal együttműködésben a Libri.hu-n jelennek meg szubjektív könyvajánlói, a Nóra Polca aloldalon.
Kulturális-művészeti történeteit, tapasztalatait a Libri felkérésére és kiadásában Csillagtúra címen írta meg 2012-ben.
A 2020-as években rendszeresen együtt dolgozik a Budapesti Fesztiválzenekarral, az Artmagazin egyik munkatársa, illetve páros tárlatvezetéseket tart Topor Tündével közösen.

## Televíziós munkák
- 2004–2007 Luxor Show – M1
- 2004 Közeli – kulturális híradó – M1
- 2005–2010 Kultúrház – M1
- 2010–2011 Szélesvászon – M1

## Rádiós munkák
- 2000–2004 Danubius Rádió, Danubius Cappuccino Tripla
- 2004–2005 Rádio Café, KogartCafé
- 2023-    Rádió Café, Hellojárat

## Podcastek
2023 áprilisától az Álmok Álmodói, majd ezzel párhuzamosan 2023 decemberétől a Hellojárat podcast házigazdája.

## Kötetei
- Csillagtúra. Tetovált disznók, ehető festmények és más történetek; Libri, Budapest, 2011

## Díjai
- Story Ötcsillag-díj (2010)
- Prizma Kreatív PR Díj 2014 – Különdíj az Aegon Művészeti Díj rebranding kampányért

## Családja
2010 óta van együtt párjával. Közös gyermekük, Simon 2020 áprilisában született.